# Comuna de Lubowidz
Lubowidz (polaco: Gmina Lubowidz) é uma gminy (comuna) na Polónia, na voivodia de Mazóvia e no condado de Żuromiński. A sede do condado é a cidade de Lubowid.
De acordo com os censos de 2004, a comuna tem 7409 habitantes, com uma densidade 38,8 hab/km².

## Área
Estende-se por uma área de 190,81 km², incluindo:
- área agricola: 59%
- área florestal: 36%

## Demografia
Dados de 30 de Junho 2004:
|                      | Total   | Total | Mulheres | Mulheres | Homens  | Homens |
| -------------------- | ------- | ----- | -------- | -------- | ------- | ------ |
|                      | pessoas | %     | pessoas  | %        | pessoas | %      |
| População            | 7409    | 100   | 3824     | 51,6     | 3585    | 48,4   |
| Densidade (pop./km²) | 38,8    | 100   | 20       | 20       | 18,8    | 18,8   |

De acordo com dados de 2002, o rendimento médio per capita ascendia a 1305,87 zł.

## Subdivisões
- Bądzyn, Cieszki, Dziwy, Galumin, Huta, Jasiony, Kozilas, Konopaty, Kipichy, Lubowidz, Łazy, Mały Las, Mleczówka, Obórki, Osówka, Płociczno, Purzyce, Przerodki, Ruda, Rynowo, Sinogóra, Sztok, Straszewy, Suchy Grunt, Syberia, Toruniak, Wronka, Wylazłowo, Zatorowizna, Zdrojki, Zieluń, Żelaźnia, Żarnówka.

## Comunas vizinhas
- Górzno, Kuczbork-Osada, Lidzbark, Lutocin, Skrwilno, Świedziebnia, Żuromin